# Mary Gillick

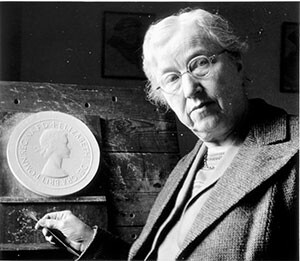
Mary Gillick, 1952

Mary Gaskell Gillick, geb. Tutin (* 4. April 1881 in Nottingham; † 27. Januar 1965 in London) war eine britische Bildhauerin und Medailleurin, die vor allem durch ihr Porträt von Königin Elisabeth II. bekannt wurde, das von 1953 bis 1970 auf britischen und Commonwealth-Münzen erschien.

## Leben
Mary Gaskell Tutin wurde 1881 in Nottingham geboren. Sie war das älteste von drei Kindern von Thomas Tutin und Elizabeth Gaskell (geb. Ardern). Ihre künstlerische Ausbildung begann sie an der Nottingham School of Art (1898–1902) und setzte sie am Royal College of Art in London (1902–1904) fort, wo sie bei dem Bildhauer Édouard Lantéri studierte. 1905 heiratete sie den Bildhauer Ernest Gillick. Das Paar lebte und arbeitete in Chelsea, London, und verbrachte auch Zeit in Lamorna, Cornwall, wo sie mit Künstlern wie Laura und Harold Knight befreundet waren. Werk und Stil Gillick spezialisierte sich auf Medaillen und Reliefs. Ihre ersten bekannten Arbeiten in diesem Medium stammen aus der Zeit vor dem Ersten Weltkrieg. Während des Krieges schuf sie drei Medaillen zu Ehren britischer Flieger, die deutsche Luftschiffe abgeschossen hatten. Diese Werke zeigen ihre Fähigkeit, sowohl Porträts als auch symbolische Kompositionen zu schaffen. In der Zwischenkriegszeit und danach erhielt sie zahlreiche Aufträge für Medaillen von wissenschaftlichen Gesellschaften und Berufsverbänden. Ein herausragendes Beispiel ist die Medaille für den Ingenieur John Cadman, die durch ihre ausgewogene Komposition und moderne Ästhetik besticht.

### Porträt von Königin Elisabeth II.

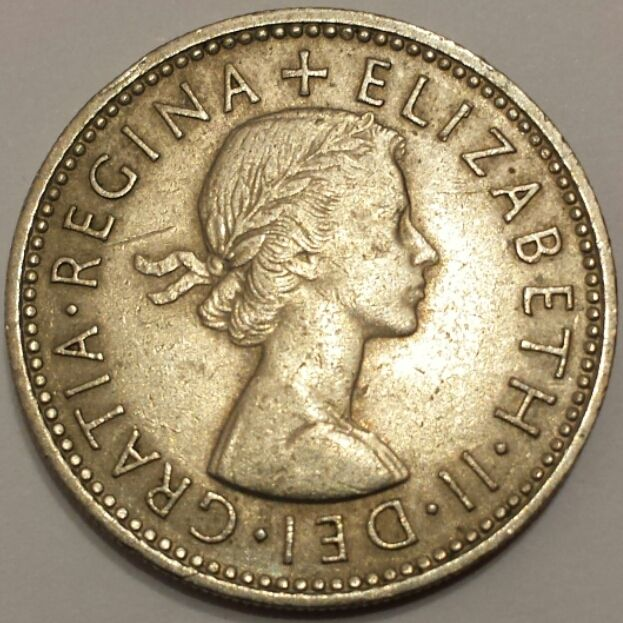
Erstes Münzportrait von Königin Elisabeth II. auf den Münzen des Vereinigten Königreichs, von Mary Gillick, in Gebrauch von 1953 bis 1971

Im Jahr 1952 wurde Mary Gillicks Entwurf aus 17 Einsendungen für das neue Porträt von Königin Elisabeth II. für die britische Münzprägung ausgewählt. Ihr Entwurf zeigte die junge Königin ohne Krone, nur mit einem Lorbeerkranz geschmückt, was als frisch und zugänglich galt. Das Porträt wurde erstmals 1953 auf Münzen verwendet und blieb bis zur Umstellung auf das Dezimalsystem 1971 im Umlauf. Mary Gillick arbeitete an dem Porträt zwischen März und Oktober 1952, unterstützt durch ein Treffen mit der Königin und unter der Aufsicht des Herzogs von Edinburgh. Insgesamt fertigte sie 63 Varianten an, um das endgültige Design zu perfektionieren. Obwohl das Design allgemein gelobt wurde, gab es technische Schwierigkeiten bei der Prägung, da das Relief nicht tief genug war. Der erfahrene Medailleur Cecil Thomas überarbeitete die Stempel, um die Details zu verbessern. Mary Gillicks Porträt wurde nicht nur in Großbritannien, sondern auch in anderen Ländern des Commonwealth wie Australien, Kanada, Neuseeland, Südafrika, Südrhodesien und Ceylon verwendet.